# Sphinx nogueirai
Sphinx nogueirai là một loài bướm đêm thuộc họ Sphingidae. Nó được tìm thấy ở Sonora in México.